# Groupe Casino
Groupe Casino – francuska korporacja działająca na rynku międzynarodowym. Spółka giełdowa o kapitalizacji ponad 6 mld euro (lipiec 2006), notowana na platformie Euronext.
Właściciel sieci handlowych: Géant, Casino Supermarché, Monoprix, Franprix, Leader Price, Spar, Vival, Petit Casino, Éco Service, Cafétéria Casino.
Korporacja działa w regionach: USA, Argentyna, Urugwaj, Wenezuela, Tajlandia, Tajwan, Ocean Indyjski, Brazylia, Kolumbia, Holandia.
17 lipca 2006 roku Grupa Casino sprzedała swoje sklepy w Polsce:
- Géant – niemieckiej grupie Metro; sklepy przejął Real
- Leader Price – brytyjskiej spółce Tesco; stworzyła małe markety pod własnym szyldem